# うすね正俊
うすね 正俊（うすね まさとし、1961年3月10日 - ）は、日本の漫画家。
千葉県出身。血液型B型。本名：薄根 正俊。

## 来歴
「サムソン」で第22回（1981年下期）手塚賞準入選。代表作は『砂ぼうず』。『砂ぼうず』の連載中断後、一切の活動が確認されていなかったが、『コミックビーム』2009年10月号より『砂ぼうず』の連載を再開。単行本14巻の発行後に再び連載を中断、2013年5月号から執筆を再開、何度かの休載を挟みながら2020年11月号で完結させている。単行本最終巻刊行以後の動向は不明。
コミックビーム二代目編集長であり担当者である奥村勝彦との連載再開に際しての対談で、自虐的ながら、余裕があると働く気は起きないという旨の発言をしており、「砂ぼうず」の執筆を開始したのは「EATER」の印税が尽きたからだと語っている。
メカニック類の作画に対するこだわりが強く、アシスタントを使えない事が悩みであると言う。

## 大病による連載中断
『砂ぼうず』の4年半の連載中断に関して、コミックス14巻の後書きで、十二指腸潰瘍が原因であったと記している。

病気後は、薄いコーヒーしか飲めなくなったり、細かい文字が読めなくなるなどスタミナがなくなったと語っている。

## 作品リスト
- 『Zとうちゃん THE No.1』（1984年、ジャンプスーパーコミックス）
- 『キラーBOY』（1985年、ジャンプコミックスより全2巻、1999年、ジャンプコミックスセレクションより全2巻）
- 『METAL BOX』（1989年、ジャンプスーパーエース ISBN 978-4420137195 全1巻）
- 『EATER』（1991年 - 1995年、ジャンプコミックスデラックスより全5巻、エンターブレイン ビームコミックスより全4巻）
- 『砂ぼうず』（1997年 - 2020年 、エンターブレイン ビームコミックス 全22巻）
- 『COMBAT DOLL うすね正俊 Extra Works』 KADOKAWA/エンターブレイン (2016/8/25) ISBN 978-4047262218 全1巻

## 師匠
- 秋本治

主に車、バイクを担当。エンジンを積む車両へ熱意を込める秋本治のアシスタントだけあって、登場する車両や銃器はマニアさえ唸らせるほど描き込まれている。

## アシスタント
- 冨樫